# Christian Pegel

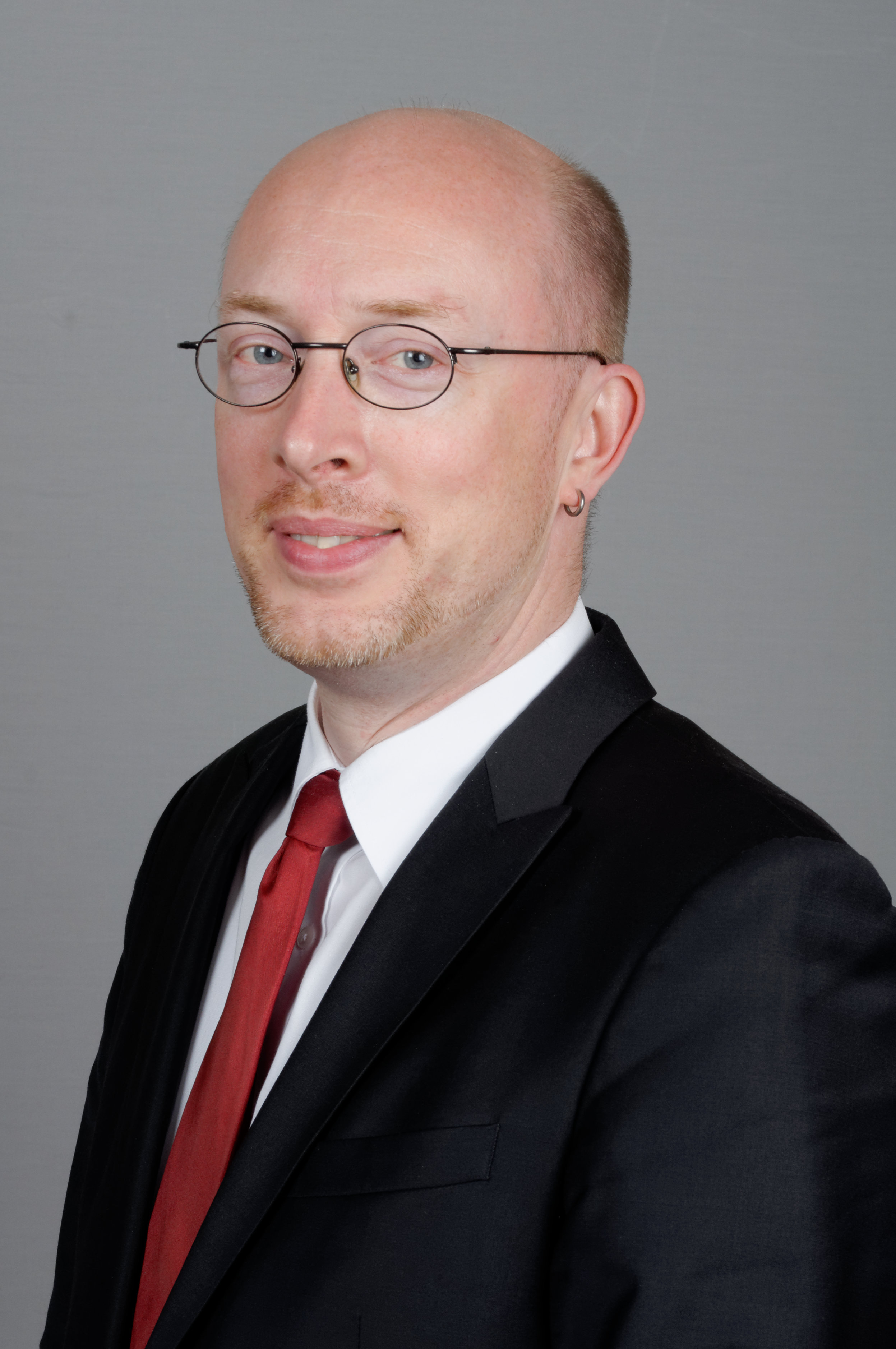
Christian Pegel (2017)

Christian Pegel (* 7. Januar 1974 in Hamburg) ist ein deutscher Politiker (SPD). Er ist seit 2021 Minister für Inneres, Bau und Digitalisierung des Landes Mecklenburg-Vorpommern. Zuvor war er von 2014 bis 2021 Minister für Energie, Infrastruktur und Digitalisierung (bis 2016: Energie, Infrastruktur und Landesentwicklung) und von 2012 bis 2014 Chef der Staatskanzlei. Seit 2016 ist er Abgeordneter des Landtags von Mecklenburg-Vorpommern.

## Biografie

### Ausbildung und Beruf
Pegel leistete nach dem Abitur 1993 in Elmshorn seinen Zivildienst ab und begann 1995 ein Studium der Rechtswissenschaften an der Ernst-Moritz-Arndt-Universität Greifswald, welches er 2001 mit der Ersten juristischen Staatsprüfung beendete. Daneben war er von 1997 bis 2001 Geschäftsführer der SPD-Fraktion in der Bürgerschaft der Stadt Greifswald und anschließend bis November 2002 Pressesprecher des von Erwin Sellering geleiteten Justizministeriums des Landes Mecklenburg-Vorpommern.
Nach dem Referendariat am Oberlandesgericht Rostock bestand er 2004 das Zweite juristische Staatsexamen und wurde 2005 als Rechtsanwalt zugelassen. Neben seiner Anwaltstätigkeit in der Kanzlei Hardtke • Svensson & Partner in Greifswald und Stralsund arbeitete er von 2006 bis Dezember 2011 als wissenschaftlicher Mitarbeiter am Lehrstuhl für Strafrecht an der Universität Greifswald.
Pegel ist verheiratet und hat zwei Kinder. Er ist evangelisch-lutherischer Konfession.

### Politik

#### Partei
Pegel trat schon 1990 in die SPD ein. Während seines Studiums engagierte er sich u. a. als Vorsitzender von 1996 bis 1997 im AStA der Universität Greifswald. Von 1998 bis 2007 war er Vorsitzender des SPD-Ortsvereins Greifswald und von 2007 bis 2010 des SPD-Kreisverbandes Greifswald (ab 2009: Greifswald-Ostvorpommern). Seit April 2015 gehört er als stellvertretender Landesvorsitzender dem Landesvorstand der SPD  Mecklenburg-Vorpommern an.

#### Abgeordneter
Pegel gehörte von 2009 bis 2012 der Bürgerschaft der Stadt Greifswald an und war dort Vorsitzender des Bildungs- und Kulturausschusses. Von 2011 bis 2012 war er Mitglied des Kreistages des Landkreises Vorpommern-Greifswald.
Pegel ist seit 2016 Mitglied des Landtags von Mecklenburg-Vorpommern. Bei der Landtagswahl 2016 wurde er mit 28,3 % der Erststimmen im Wahlkreis Greifswald direkt gewählt. Dieses Direktmandat konnte er bei der Landtagswahl 2021 mit 29,9 % verteidigen.

#### Öffentliche Ämter

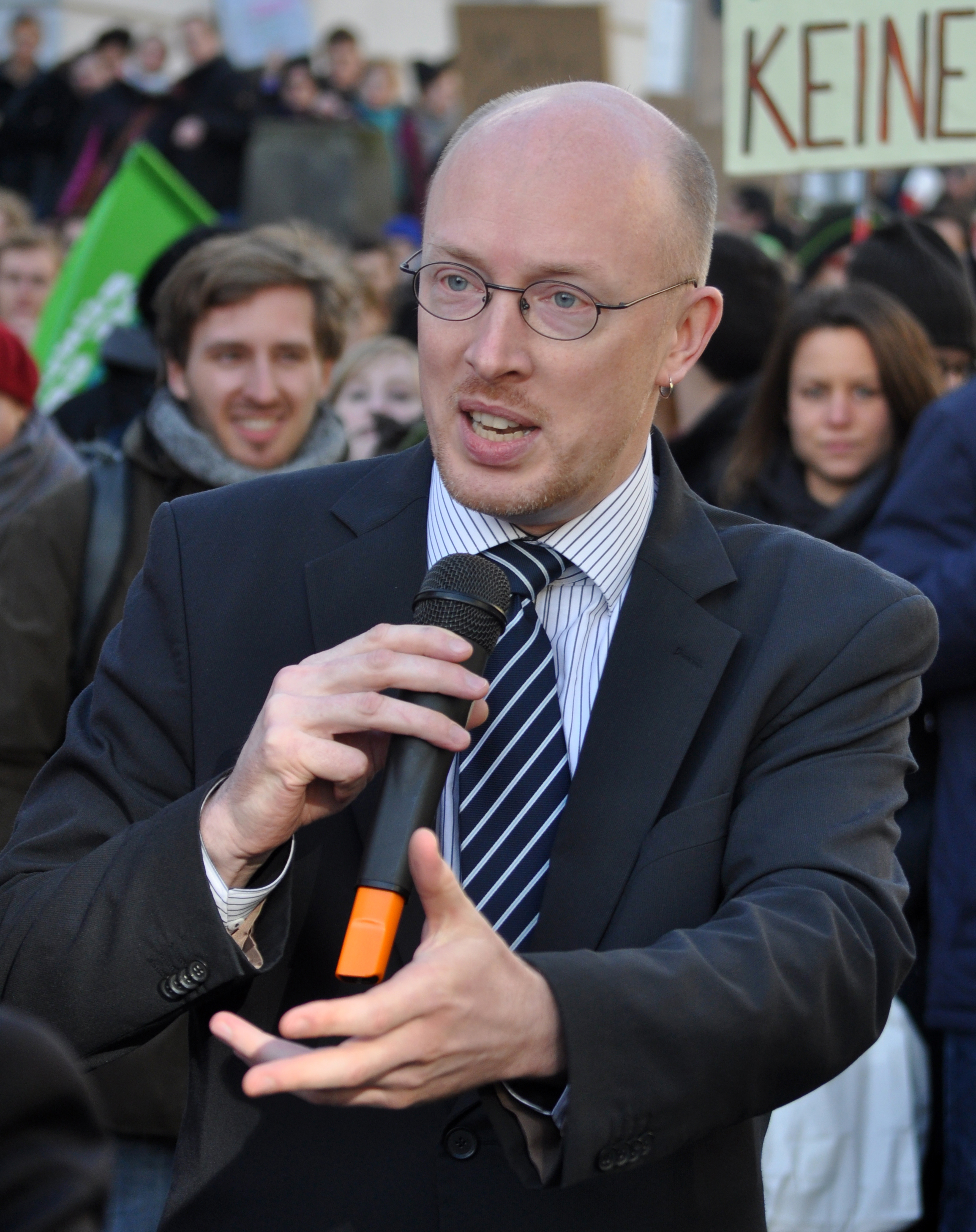
Christian Pegel während eines Bildungsstreiks 2013

Im Juni 2012 ernannte Ministerpräsident Erwin Sellering Pegel als Nachfolger von Reinhard Meyer zum Staatssekretär und Chef der Staatskanzlei des Landes Mecklenburg-Vorpommern.
Am 14. Januar 2014 wurde Pegel Nachfolger von Volker Schlotmann als Minister für Energie, Infrastruktur und Landesentwicklung. Seit dem 1. November 2016 war er Minister für Energie, Infrastruktur und Digitalisierung. In diesem Zeitraum wurde auf seine Initiative hin, die Klimastiftung in Mecklenburg-Vorpommern gegründet. Mittels dieser wurden US-Sanktionen gegen den Bau der umstrittenen Gas-Pipeline Nord Stream 2 umgangen (vgl. nachstehend, Abschnitt Nord Stream 2).
Von 2014 bis 2016 war Pegel als Mitglied der Landesregierung von Mecklenburg-Vorpommern auch Ordentliches Kommissionsmitglied in der Kommission Lagerung hoch radioaktiver Abfallstoffe (Endlagerkommission) gemäß § 3 Standortauswahlgesetz.
Am 15. November 2021 wurde Pegel zum Minister für Inneres, Bau und Digitalisierung im Kabinett Schwesig II ernannt.

#### Verkehrspolitik
In Pegels Amtszeit wurde 2015 der Verkehr auf der Mecklenburgischen Südbahn zwischen Parchim und Inselstadt Malchow als Sparmaßnahme eingestellt. Pegel befürwortet die Stilllegung der Südbahn und der bereits seit 2000 nicht mehr im Personenverkehr betriebenen Bahnstrecke Güstrow–Meyenburg, da die Mobilität in der Region mit „deutlich preiswerteren Bussen“ sichergestellt sei. Für seine Verkehrspolitik wurde Pegel sowohl von der Grünen-Politikerin Monika Göpper als auch von der verkehrspolitischen Sprecherin der Linken im Landtag Mignon Schwenke scharf kritisiert.

#### Nord Stream 2
Laut Berichten, die im November 2024 publik wurden, setzte sich Pegel im Zuge der Genehmigung der Gaspipeline Nord Stream 2, „immer wieder für die russische Seite ein, versuchte etwa wiederholt, bei Schwesig Termine für Matthias Warnig zu finden, den früheren Stasimitarbeiter, Putin-Vertrauten und Geschäftsführer der Nord Stream AG“. Auch steht der Vorwurf im Raum, dass Pegel im Zusammenhang mit der Klimastiftung wichtige E-Mails gelöscht  und deren Satzung nicht wie behauptet selber erstellt hat, sondern von einer für die Nord Stream AG tätigen Kanzlei schreiben ließ.